# ميتسوي يامادا
ميتسوي يامادا (بالإنجليزية: Mitsuye Yamada) هي ناشطة أمريكية من أصل ياباني داعمة للحركة النسوية وكاتبة مقالات وشاعرة وقاصة ومُحررة وأستاذة جامعية سابقة في اللغة الإنجليزية، وُلدت في الخامس من يوليو/تموز عام 1923.

## نشأتها وحياتها الخاصة
وُلدت ميتسوي يامادا في مدينة فوكوكا في اليابان، وسُميت باسم (ميتسوي ياسوتاك)

## حياتها المهنية والأدبية
بدأت يامادا دراساتها في جامعة سينسيناتي، وتركتها عام 1945 لتلحق بجامعة نيويورك التي حصلت منها على درجة البكالوريوس في اللغة الإنجليزية والآداب عام 1947.

## أعمالها
- 1976 - مذكرات المُخيم وقصائد أخرى

## وصلات خارجية
- الموقع الرسمي للكاتبة
- صفحة الكاتبة على POETRY FOUNDATION
- http://www.oac.cdlib.org/findaid/ark:/13030/tf5d5nb2wc/admin/